# Відносини Південно-Африканська Республіка — Європейський Союз
Європейський Союз (ЄС) має міцні культурні та історичні зв’язки з Південною Африкою (зокрема через імміграцію з Нідерландів, Ірландії, Німеччини, Франції та Греції), а ЄС є найбільшим інвестором Південної Африки.

## Таблиця порівняння
|                   | Європейський Союз | Південно-Африканська Республіка                                                                                                   |
| ----------------- | --- | --- |
| Населення         | 447,206,135 | 58,775,022 |
| Площа             | 4,324,782 км2 (1,669,808 sq mi) | 1,221,037 км2 (471,445 sq mi) |
| Густота населення | 115/км2 (300/sq mi) | 42.4/км2 (109.8/sq mi) |
| Столиця           | Брюссель (де-факто) | Преторія |
| Уряд              | Наднаціональна парламентська демократія на основі європейських договорів | Унітарна домінантна парламентська конституційна республіка                                                                        |
| Поточний керівник | Голова ради Шарль Мішель Голова комісії Урсула фон дер Ляєн | Президент Матамела Сиріл Рамафоса Заступник президента Девід Мабуза                                                               |
| Офіційні мови     | 24 офіційні мови, з яких 3 вважаються "процедурними" (англійська , французька та німецька) | 11 державних мов, англійська, африкаанс, північна сото, сесото, сетсвана, сваті, вендійська, тсонга, південна ндебеле, коса, зулу |
| Основні релігії   | 72% християн (48% римські католики, 12% протестанти, 8% православні, 4% інші християни), 23% нерелігійні, 3% інші, 2% іслам | |
| Етнічні групи     | німці (близько 83 мільйонів), французи (близько 67 мільйонів),італійці (близько 60 мільйонів), іспанці (близько 47 мільйонів), поляки (близько 46 мільйонів), румуни (близько 16 мільйонів), нідерландці (близько 13 мільйонів), греки (близько 11 мільйонів), португальці (бл. 11 млн.) та інші | 80.7% чорні африканці, 8.8% кольорові, 7.9% білі, 2.6% азійці                                                                     |
| ВВП (номінальний) | 16,477 трлн. дол. США, 31 801 дол. на душу населення | 369,854 мільярда доларів, 6193 доларів на душу населення                                                                          |

## Угоди
Після закінчення апартеїду в Південній Африці відносини ЄС з Південною Африкою процвітали, і в 2007 році вони почали «стратегічне партнерство». У 1999 році обидві сторони підписали Угоду про торгівлю, розвиток і співробітництво (TDCA), яка набула чинності в 2004 році, а деякі положення застосовуються з 2000 року. TDCA охоплювала широкий спектр питань від політичної співпраці, розвитку та створення зони вільної торгівлі (FTA). Графіки лібералізації були завершені до 2012 року. З моменту підписання Угоди товарообіг між двома партнерами зріс більш ніж на 120%, а прямі іноземні інвестиції зросли в 5 разів.

## Торгівля
Південна Африка є найбільшим торговим партнером ЄС у Південній Африці та має ЗВТ з ЄС. Основним експортом ПАР до ЄС є паливо та продукти видобутку (27%), машини та транспортне обладнання (18%) та інші напівфабрикати (16%). Однак вони ростуть і стають різноманітнішими. Європейський експорт до Південної Африки – це насамперед машини та транспортне обладнання (50%), хімікати (15%) та інші напівмашини (10%).
| Торгівля ЄС – ПАР у 2013 році | Торгівля ЄС – ПАР у 2013 році | Торгівля ЄС – ПАР у 2013 році | Торгівля ЄС – ПАР у 2013 році | Торгівля ЄС – ПАР у 2013 році |
| Напрямок торгівлі             | Товари                        | Послуги                       | Інвестиційні акції            |                               |
| ----------------------------- | ----------------------------- | ----------------------------- | ----------------------------- | ----------------------------- |
| ЄС до Південної Африки        | 24,5 мільярда євро            | 7,2 мільярда євро             | 41,8 млрд євро                |                               |
| ПАР до ЄС                     | 15,6 млрд євро                | 4,5 мільярда євро             | 7,7 млрд євро                 |                               |